# Bitwa pod Drohiczynem (1192)
Bitwa pod Drohiczynem miała miejsce w 1192 roku i była starciem Kazimierza Sprawiedliwego z popierającymi Jaćwingów Rusinami i zakończyła się zwycięstwem rycerstwa małopolskiego.